# آلان ديفيد (منافس ألعاب قوى)
آلان ديفيد (بالفرنسية: Alain David)‏ هو منافس ألعاب قوى فرنسي، ولد في 26 يناير 1932 في مدينة لوكسمبورغ في لوكسمبورغ.

## وصلات خارجية
- آلان ديفيد على موقع أوليمبيديا (الإنجليزية)